# Arcana, connaissance de la musique
Pour les articles homonymes, voir Arcana.
 (décembre 2016).
Si vous disposez d'ouvrages ou d'articles de référence ou si vous connaissez des sites web de qualité traitant du thème abordé ici, merci de compléter l'article en donnant les références utiles à sa vérifiabilité et en les liant à la section « Notes et références ».
Arcana, connaissance de la musique est une série de 92 émissions télévisées consacrée à la musique, diffusée par l'ORTF de 1968 à 1981.
Produite par Maurice Le Roux, elle traite de la musique sous toutes ses formes au travers de grands thèmes.
On y retrouve de nombreuses interviews d'artistes et de chercheurs comme Claude Nougaro, Claude Lévi-Strauss, Django Reinhardt ou encore Darius Milhaud.

## Liste des épisodes
- 14/11/1968 : Le Violon 1re partie, réalisé par Denise Billon. 26 min, avec Jean-Jacques Kantorow, Maurice Cru
- 28/11/1968 : Le Violon 2e partie. 25 min, avec Jean-Luc Ponty, Michelle Boussinot, Joseph Calvet
- 12/12/1968 : Le Son 1re partie, réalisé par Charles Brabant. 27 min 12 s
- 26/12/1968 : Le Son 2e partie. 28 min 48 s, avec Pierre Vozlinsky, Jean Barraqué, Gilbert Rouget, Philippe Soupault, Michel Fano, Pierre Schaeffer
- 18/02/1969 : La Musique de film, réalisé par Philippe Collin. 45 min, avec Georges Auric
- 04/03/1969 : La Flûte 1re partie. 30 min, avec Jean-Pierre Rampal, Jacques Leff, Michel Debost
- 18/03/1969 : La Flûte 2e partie. 22 min, avec Jean-Claude Veilhan, Brigitte Haudebourg, Mme Dournon-Taurelle, Michel Sanvoisin
- 01/04/1969 : Mélodies du Monde. 35 min 10 s, avec Jocelyne Chamonin, Jacques Chailley, Pr. Tran Van Khé, Michèle Helfer, SE Boubakher, RP Philibert
- 15/04/1969 : La Ligne mélodique. 25 min, avec Claude Ballif, Clara Wirz
- 10 03/06/1969 : Le Violoncelle. 28 min, avec Pierre Penassou, Paul Tortelier, Jean Grout, Michel Renard, Maurice Baquet
- 17/06/1969 : Violes et Contrebasses. 27 min, avec Jean Lamy, Mireille et Jean Reculard, Nicolas Tcherepnine, Gaston Logerot, Alby Cullaz
- 11/09/1969 : La Guitare 1re partie, réalisé par Alexandre Tarta, avec Jacques Camurat, Francis Lemarque, Boulou Ferré
- 25/09/1969 : La Guitare 2e partie, avec Raymond Gallois-Montbrun, Michel Dintrich
- 07/10/1969 : Le Rythme 1re partie, réalisé par Charles Brabant. 32 min 56 s, avec Maurice Le Roux
- 21/10/1969 : Le Rythme 2e partie. 30 min, avec Olivier Messiaen, Claude Lejeune
- 04/11/1969 : Le Public aujourd’hui. 50 min, avec Jacques Bourgeois, Jean-Marie Grenier, Claude Nicoly, Georges Léon, Maurice Fleuret, Karlheinz Stockhausen, Diego Masson, Jean Mercure, Marcel Fein
- 06/01/1970 : Le Cas Mozart (dont Mozart franc-maçon), réalisé par Roger Benamou. 45 min, avec Dr. Deschamps, Dr. David, Brigitte et Jean Massin, Jeanine Monod, Barington
- 05/02/1970 : Le Piano. 50 min, avec Philippe Entremont, Yvan Wischnegradsky, Jean-Etienne Marie, Martial Solal, Michel Béroff, René Richard, Henri Prillet, Gérard Frémy
- 05/03/1970 : La Voix, réalisé par Nat Lilenstein. 53 min, avec Tomatis, Henri Tisot, Guy Dumur, Claude Véga, François-Bernard Mâche, Michel Mitrani, Mr Paris
- 07/05/1970 : Le Cas Jean-Jacques Rousseau, réalisé par Alexandre Astruc. 52 min, avec Bernard Ganebin, M. Starobinski, Maurice Ricet, Alexandre Astruc
- 04/06/1970 : L’Improvisation, réalisé par François Ribadeau Dumas. 58 min 30 s, avec Michel Portal, J.P. Drouet et Barre Philips, Olivier Revault d’Allones, Rolande Falcinelli, Michel Méfano, Alain Danielou, Claude Lévi-Strauss
- 03/09/1970 : La Harpe, réalisé par Guy Jorre. 52 min 20 s, avec Geneviève Dournon-Taurelle, Robert Mandrou, Pierre et Marie-Claire Jamet, Bernard Galais, Lily Laskine, Nicanor Zabaleta, Francis Pierre
- 24/09/1970 : L'Affaire Boris Godounov. 55 min 20 s, avec Michel R. Hofmann, Chaliapine, Alexandre Bessel, Pr. Keldych, Herbert von Karajan
- 05/11/1970 : L'Édition musicale, réalisé par Jean Baronnet. 52 min 02 s, avec Pierre Boulez, Claude Leduc, René Domange, Jean-Loup Tournier, François Heugel
- 03/12/1970 : La Trompette, réalisé par Denise Billon. 56 min, avec Maurice André et Lionel André, Roger Delmotte, Pierre Poulain, André Jolivet, Geneviève Dournon-Taurelle, Mario Bois, Ctaine Rougeron
- 01/01/1971 : La Khovanchtchina, tout l’opéra, réalisé par Denise Billon
- 07/01/1971 : L’Orgue 1re partie, réalisé par Pierre Cavassilas. 52 min, avec Georges Darrion, Norbert Dufourcq, Bernard Gavoty, Jacques Charpentier
- 04/02/1971 : L’Orgue 2e partie. 50 min 30 s, avec Norbert Dufourcq, Bernard Gavoty, Jacques Charpentier, Jean-Jacques Grunenwald, Luigi Fernando Tagliavini, André Marchal, Daniel Lesur, Odile Pierre, Xavier Darasse, Jean Guillou
- 01/03/1971 : Le Basson, avec M. Claisse, André Rabot, Jean-Pierre Cassel, Georges Delerue, Maurice Allard
- 04/04/1971 : Festival international d’art contemporain de Royan-Webern. 54 min 10 s
- 02/05/1971 : La Timbale. 52 min 08 s, avec Silvio Gualda, M. Delecluse, Serge Baudo, J.P. Drouet, Marius Constant
- 04/07/1971 : La Chanson populaire 1re partie. 52 min, avec Georges Auric, Max-Pol Fouchet, Jacques Chaumont, Mikis Theodorakis et Paco Ibáñez (dont Paulus et Bruant)
- 08/08/1971 : La Chanson populaire 2e partie. 51 min, avec Les Ménestriers, Gilles Vignault, Les sœurs Goadec, Claude Nougaro, Romi, Lionel Rochman
- 05/09/1971 : Le Clavecin. 58 min, avec Marc Pincherle, Philippe Hegel, Mme de Chambure, Hubert Bédard, Laurence Boulay, Rafaël Puyana, Maurice Ohana
- 03/10/1971 : L’Inspiration. 49 min 11 s, avec Jacques Longchampt, Darius Milhaud, Daniel Wayenberg, Henri Laborit, Iannis Xenakis, Miles Davis, Jimi Hendrix, Roland Barthes
- 07/11/1971 : La Clarinette, réalisé par Marc Pavaux. 50 min, avec Guy Dangain, Jean Martinon, Guy Deplus, Pierre-André Boutang, Jean Barraqué, Hubert Rostaing, Raymond Devos
- 23/01/1972 : Le Quatuor à cordes Parrenin. 50 min 45 s, avec Jean Mouillère, Joseph Calvet, René Guissart, Etienne Vatelot, André Boucourechliev, Alfred Loewenguth
- 27/02/1972 : Proust et la Musique, réalisé par Jean-Marc Leuwen. 53 min 03 s, avec Aimable Massis, Lionel Gali, Jean Laforge, Georges Piroué, Camille Mauranne, Jean-Michel Nectoux, Emile Fantou
- 12/03/1972 : Le Trombone, réalisé par Michel Genoux. 52 min, avec Raymond Katarzinski, Fernand Lelong, Elie Raynaud, J.B. Mari, Benny Vasseur et André Paquinet, Camille Verdier, Maurice Suzan, Marcel Galiegue, Vinko Globokar
- 16/04/1972 : Cloches et Carillons. 52 min, avec M. Paccard, M. Lenfant, l’abbé Journel, M. Van Dhuit, M. Uten, Van Der Broeck, Rodier, Desmet
- 21/05/1972 : L’Hymne national. 51 min, avec Henri Barraud, Philippe Pares, Jean-Loup Tournier, Tolia Nikiprowetzky, Maurice Fleuret, Robert Mourgeon, Django Reinhardt, Karlheinz Stockhausen
- 16/07/1972 : L'Accordéon, réalisé par Patrice Torok. 51 min 17 s, avec Pierre Monichon, Alain Abott, Christian Di Maccio, M. Bramante, J.P. Crosio, Andrée Blot, Yvette Horner, M. Meunier, Marcel Philippot, Étienne Lorin, Max Francy, Édouard Duleu
- 17/09/1972 : L’Alto, réalisé par André Maurice. 50 min, avec Gérard Caussé, Bruno et Pierre Pasquier, Serge Collot, P. Ladhuie, Michèle Lemoine, Mme de Chambure, Stéphane Grapelli, Alain Bancquart
- 22/10/1972 : Les Films à sujets musicaux. 59 min 45 s, avec Jean-Louis Bory, Darius Milhaud, Jean-Christophe Averty, Jean Rouch, François Reichenbach, Henri-Georges Clouzot, Olivier Revault d’Allones
- 19/11/1972 : Deux siècles d’opéra français, réalisé par Jacques Busnel. 51 min 09 s, avec François Lesure, Marc Pincherle, Pierre Lacotte, Maurice Lehmann, Georges Beck, Suzanne Sarroca.
- 21/01/1973 : Le Combat de Tancrède, réalisé par Philippe Collin. 52 min, avec Claude Ballif, Philippe Daudy, Enrico Pannunzio
- 11/02/1973 : Les Mélanges 1re partie. 54 min 01 s, avec Maurice Fleuret, Marie Laforêt, Philippe Colin, Georges Aperghis, Isabelle Leduc, Georges Delerue, Jean-Michel Damian,Raoul Salvet, Wladimir Jankelevitvch, Pierre Bouteiller.
- 25/03/1973 : Les Mélanges 2e partie. 52 min, avec Georges Delerue, Philippe-Gérard, Pierre Lattès, Philippe Arthuis, Even de Tissot, Violette Morin, Georges Léon, Claude Joubert, Wladimir Jankelevitch, Bernard Gillet, Jean-Claude Vannier, J.M. Damian.
- 22/04/1973 : La Sacem. 56 min 55 s,avec Jean-Loup Tournier, Serge Gainsbourg, Jane Birkin, Marc Secretin, Pierre Schaeffer, Gilbert Amy, Balajo orchestre, Claude Bolling, Pierre Delanoé, Frank Thomas
- 24/06/1973 : La Musique et la Danse. 57 min 07 s, avec Maurice Béjart, Henri Sauguet, Marius Constant, Sylvie de Nussac, Brigitte Lefèvre, Jean Garnier, Amala Davi, Michel Guy, Silvio Gualda, Jacqueline Rayet, Jean-Pierre Franchetti
- 30/09/1973 : Les Instruments électriques, réalisé par Pierre Desfons. 54 min 56 s, avec Jean-Claude Vannier, Jeanne Loriod, Maurice Martenot, Dominique Blanc-Francard, Alain Savouret
- 18/11/1973 : Le Hautbois, avec Lucien Debray, Maurice Bourgue, Jean-Claude Malgoire, Roland Rigoutat, Emile Mayousse, Robert Casier, Gaston Maugras, Pierre Pierlot,
- 02/12/1973 : La Musique et l’Humour. 54 min 47 s, avec Wladimir Jankelevitch, Pierre Petit, Jean-Joël Barbier, Peter Ustinov, Mme Hoffnung, Daniel Wayenberg, Raymond Devos
- 20/01/1974 : La Khovanchtchina 1re partie, réalisé par Denise Billon. 58 min, avec Catherine Backes Clément, Roger Portal
- 03/02/1974 : La Khovanchtchina 2e partie, réalisé par Michel Treguer. 55 min 30 s, avec Catherine Backes Clément, Roger Portal.
- 14/04/1974 : Musiques religieuses, musiques sacrées 1re partie
- 20/04/1974 : Musiques religieuses, musiques sacrées 2e partie. 58 min 28 s
- 27/04/1974 : Musiques religieuses, musiques sacrées 3e partie. 56 min 06 s
- 29/09/1974 : La Percussion. 60 min, avec les Percussions de Strasbourg, Lucien Rouyer, Georges Aperghis, Maurice Fleuret, Harry Halbreich
- 6017/11/1974 : Wagner, vous connaissez ? 33 min 40 s
- 02/02/1975 : La Musique de son temps 1re partie. 57 min 51 s
- 23/02/1975 : La Musique de son temps 2e partie. 57 min 05 s, avec Étienne Souriau, Marcel Brion, Georges Delerue
- 01/04/1975 : Georges Bizet. 90 min, avec Antonio Ruiz Pipo, M. Mathieu et Bouche, Martine Cadieu, François Lesure
- 21/11/1975 : Le Saxophone. 52 min, avec Michel Portal, M. Chantepie
- 01/12/1975 : La Critique musicale. 54 min 20 s, avec Jacques Kam, François Lesure, Anne Carpentier, Françoise Giroud, Armand Panigel, Jacques Bourgeois, Maurice Fleuret, Bernard Gavoty, Pierre Petit, Jean Daniel
- 26/12/1975 : Le Centenaire du Palais Garnier, réalisé par Alexandre Astruc. 40 min, avec Rolf Liebermann
- 09/01/1976 : Varèse (1883-1965) 1re partie, réalisé par Michel Dumoulin. 55 min 40 s, avec Maria Casarès, Hilda et André Jolivet, Georges Charbonnier, André Boucourechliev, JP Drouet, Louise Varèse, Konstantin Simonovitch, Carolyn Carlson
- 23/01/1976 : Varèse 2e partie. 55 min, avec Maria Casarès, Hilda et André Jolivet, Georges Charbonnier, André Boucourechliev, Odile Vivier, Bruno Maderna, Louise Varèse, Konstantin Simonovitch
- 12/03/1976 : Le Cor. 55 min, avec André Fournier, Daniel Bourgue, Georges Barboteu, Jean-Yves Bernard
- 07/05/1976 : La Répétition : Pierre Fournier, réalisé par Jean Baronnet. 60 min
- 11/06/1976 : Musique et Franc-maçonnerie. 57 min, avec Richard Dupuy, Albert Monosson, Roger Cotte, Robert Chailley
- 23/07/1976 : La Musique et l’Environnement 1re partie, réalisé par André Maurice. 55 min, avec Patrick Renault, Jean-Pierre Hutin, Michel Fedoroff, J. Gareto, P. Codou
- 28/07/1976 : La Musique et l’Environnement 2e partie. 59 min 46 s, avec Henri-Pierre Jeudy, Ekkehard Jost, Liliane Azinala, Juliette Alvin, Alfred Tomatis, Mme Aumont, Bruno Pasquier, Jacques Porte, Frédérick Leboyer, Herns Duplan, Jean-Michel Damian
- 08/10/1976 : Musique et Informatique, réalisé par Michel Fano. 60 min, avec Michel Fano, Louis Leprince-Ringuet, Pierre Barbaud, Max Matthews, Emile Leipp, Iannis Xenakis, J.C. Risset
- 17/02/1977 : Les Femmes et la Musique, réalisé par Guy Seligman, 60 min, avec Lily Laskine, Elisabeth Chojnacka, Claude Manlay, Marcel Vilcosqui, Martine Cadieu, Tania Heidsick, Yvonne Loriod, Eveline Andreani, Betsy Jolas.
- 17/03/1977 : Les Musiques mécaniques 1re partie, réalisé par Edouard Kneuse. 50 min, avec René De Mayeur, Alain Vian, Ephrem Jobin, Fredy Baud, Gérard Tullio, Heinrich Weiss, Gustave Mathot, Henri Triquet, Karlheinz Stockhausen.
- 18/03/1977 : Les Musiques mécaniques 2e partie. 52 min 04 s, avec Louis-Charles Hooghuys, Alain Vian, Heinrich Weiss, Gustave Mathot, Henri Triquet, J.J.L. Haspels, Annie et Artus. A. Prinsen
- 19/05/1977 : Wagner et les Théâtres de Bayreuth. 50 min 44 s, avec Wolfgang Wagner, Pierre Boulez, Germaine Lubin, Sami Frey
- 16/10/1977 : Les Castrats, réalisé par Pierre-André Boutang. 52 min, avec Dominique Fernandez, Christian Gaumy, Jacques Weber, Dr. Lehuche, Jacques Bourgeois, Joseph Sage
- 09/04/1978 : Royan, 14 ans de festival. 54 min, avec Georges Auric, Bernard Gachet, Claude Samuel, Harry Halbreich
- 21/05/1978 : Georges Auric, réalisé par Maurice Blettery. 54 min 31 s, avec Georges Auric, Gabriel Bouillon, Michel Piquemal, Christian Ivaldi, Madeleine Milhaud, Jean-Louis Barrault, Geneviève Roy, Jean Wiener, Ève Brenner, Yvan Chiffoleau
- 16/07/1978 : La Guerre des coins, réalisé par Philippe Ducrest. 62 min 20 s, avec Marie-Claude Vallin, François Lesure, Jean Malignon, Jean-Claude Malgoire, Blandine Verlet, Jacqueline Méfano, Danielle Salzer.
- 02/11/1978 : L’Oreille absolue, réalisé par Claude Mourthé. 55 min, avec Martine Cadieu, Anne Chapoutot, Pierre Petit, Anthony Sidey, Blandine Verlet, Gérard Zwang, Emile Leipp, Léon Leblanc, Roger Delmotte, Mady Mesplé, Henriette Puig-Roget, Marenda Bataju, Pierre Schaeffer, Mary Cress
- 08/04/1979 : Enfance et Musique, réalisé par Benoît Jacquot. 50 min, avec Melvil Poupaud, Alfred Loewenguth
- 27/05/1979 : La Direction d’orchestre 1re partie, réalisé par Georges Dumoulin. 54 min 20 s
- 03/06/1979 : La Direction d’orchestre 2e partie. 59 min 45 s, avec Bruno Maderna, Pierre Boulez, Henri Courbon, nombreux chefs
- 23/07/1979 : Henri Dutilleux, tout un monde lointain, réalisé par Philippe Vaudoux. 64 min, avec Mstislav Rostropovitch, Henri Dutilleux, Irène Joachim, Betsy Jolas, Roland Petit
- 31/08/1980 : Fragments d’un voyage à Vienne, réalisé par Vincent Nordon. 60 min
- 14/12/1980 : Les Animaux et la Musique. 60 min, avec François-Bernard Mâche, Michel Fano, Émile Leipp, Jacques Damiot, Philippe de Wailly, Pierre-Laurent Aimard
- 09/08/1981 : Comédiens et Musiciens. 45 min, avec Maurice Gabal, Gabriel Bacquier, Daniel Ceccaldi, Marcel Marceau, Michel Bouquet, Christian Ivaldi, Guy Rétoré, Jean-Louis Barrault, Gérard Caussé.
- 04/10/1981 : Iannis Xenakis, réalisé par Philippe Vaudoux. 55 min, avec Iannis Xenakis

## Récompenses et nominations
Arcana a été primée à de nombreuses reprises, notamment au Japon.